# Nagari Indudua
Nagari Indudua is een bestuurslaag in het regentschap Solok van de provincie West-Sumatra, Indonesië. Nagari Indudua telt 489 inwoners (volkstelling 2010).